# Медаль «За молодёжную, спортивную и общественную деятельность»
Медаль «За молодёжную, спортивную и общественную деятельность» (фр. Médaille de la jeunesse, des sports et de l'engagement associatif) — гражданская награда Франции, учреждённая 14 октября 1969 года для людей, отличившихся общественной или волонтёрской деятельностью, и, в частности, за развитие физического воспитания, спорта и молодёжных движений, а также социального просвещения и досуга.

## История
После проведения в 1896 году первых в новейшей истории Олимпийских игр, во Франции резко возрос интерес к спорту. Гастон Ру, тогдашний атташе кабинета министров Анри Пате, заместителя государственного секретаря по физическому воспитанию, предложил создать медаль, предназначенную для награждения выдающихся спортсменов. Президент Гастон Думерг официально учреждает почётную медаль «За физическое воспитание» указом от 4 мая 1929 год.
После Второй мировой войны она была переименована в почётную медаль «За физическое воспитание и спорт». В 1932 году была создана ассоциация медалистов данной награды, и существующая до сих пор.
3 декабря 1956 года, усилиями Анри Шумахера, первого президента Национальной ассоциации медалистов по физическому воспитанию и спорту (ANMEPS), основанной пятью годами ранее, был учреждён орден Спортивных заслуг в трёх степенях (в 1963 году упразднён) и почётная медаль Молодежи и спорта.
Постановлением № 69-942 от 14 октября 1969 переименовывалась в медаль Молодежи и спорта в трёх степенях: бронзовой, серебряной и золотой, по дизайну ленты повторяющие орден Спортивных заслуг.
В 2013 году была переименована в медаль «За молодёжную, спортивную и общественную деятельность», с расширением перечня заслуг, за которые она могла быть вручена.

## Положение о награде

### Условия награждения
Степень медали 1969 года зависела от профессионального стажа награждённого: бронзовая медаль за 8 лет выслуги, серебряная за 12, а золотая — за 20.
Указ № 2013-1191 от 18 декабря 2013 года помимо расширения списка оснований для награждения за счёт социальной деятельности, также снижала срок стажа для получения разных степеней медали: 6 лет для бронзовой медали; 10 лет стажа и 4 года с момента получения бронзовой медали для серебряной; 15 лет стажа и 5 лет с момента получения серебряной медали для получения золотой. К каждой степени медали прилагался диплом.
За особо выдающиеся заслуги медаль может быть вручена и без учёта стажа. Ей также могут быть награждены французы, живущие за рубежом, и иностранные граждане.
Постановлением от 22 апреля 1988 года учреждалось поздравительное письмо для волонтёров, не имеющих необходимого стажа для награждения бронзовой медалью.
Решение о награждении поздравительным письмом и бронзовой медалью принимает префект департамента. Относительно серебряной и золотой медали, решение принимает министр молодежи и спорта после консультации с национальным комитетом по молодежным и спортивным медалям, в работе которого участвует президент Французской федерации медалистов «За молодёжную, спортивную и общественную деятельность» (FFMJSEA).
Медаль автоматически отзывается в случае лишения лица французского гражданства, совершения серьёзных проступков или по решению министерства, если её обладатель был приговорён к тюремному заключению на срок от двух месяцев.

## Описание награды
На аверсе медали диаметром 27 мм изображён повёрнутый влево аллегорический профиль Республики, окружённый словами «JEUNESSE, SPORTS ET ENGAGEMENT ASSOCIATIF», а на реверсе —  надпись «RÉPUBLIQUE FRANÇAISE» и «PAX ET LABOR» на фоне восходящего солнца. Знак крепится к муаровой ленте шириной 35 мм зажимом в форме головы льва. Лента бронзовой медали светло-синяя, с вертикальными тёмно-синими полосами шириной 4 мм на расстоянии 2 мм от каждого края. На ленте серебряной медали полосы золотисто-жёлтые, шириной 3 мм и располагаются по краям, у золотой лента аналогична, но с розеткой в центре.
|        | Бронза | Серебро | Золото |
| ------ | ------ | ------- | ------ |
| Медаль |        |         |        |
| Лента  |        |         |        |

Согласно иерархия наград Франции, эта, как и прочие министерские почётным медали, носится выше памятной медали «За операции по обеспечению безопасности и порядка в Северной Африки» (с 2002 года — медали Национальной признательности) и ниже медали Добровольцев-резервистов обороны и внутренней безопасности.